# Ian Vermaak
Ian Vermaak (* 28. März 1933 in Empangeni; † Januar 2025) war ein südafrikanischer Tennisspieler.

## Karriere
Im Jahr 1959 konnte Ian Vermaak bei drei Turnieren das Finale erreichen. Bei den Internationalen französischen Tennismeisterschaften, die später als French Open ausgetragen wurden, verlor er sein einziges Endspiel bei einem Grand-Slam-Turnier gegen Nicola Pietrangeli. In Haverford bei Philadelphia musste er sich Barry MacKay geschlagen geben. In Hamburg verlor er das Finale gegen Billy Knight in fünf Sätzen. In diesem Jahr wurde er von Experten als Nummer 10 der Welt geführt.
Im Mixed konnte er mehrere Titel gewinnen. So holte er beispielsweise an der Seite von Sandra Reynolds im Jahr 1960 drei Titel.
Zwischen 1953 und 1960 trat Vermaak in sechs Begegnungen für die südafrikanische Davis-Cup-Mannschaft an. Er gewann fünf seiner zwölf Matches.

## Finalteilnahmen bei Grand-Slam-Turnieren

### Einzel

#### Finalteilnahmen
| Nr. | Datum        | Turnier                                           | Belag | Finalgegner        | Ergebnis           |
| --- | ------------ | ------------------------------------------------- | ----- | ------------------ | ------------------ |
| 1.  | 31. Mai 1959 | Internationale französische Tennismeisterschaften | Sand  | Nicola Pietrangeli | 6:3, 3:6, 4:6, 1:6 |